# Calcarenita

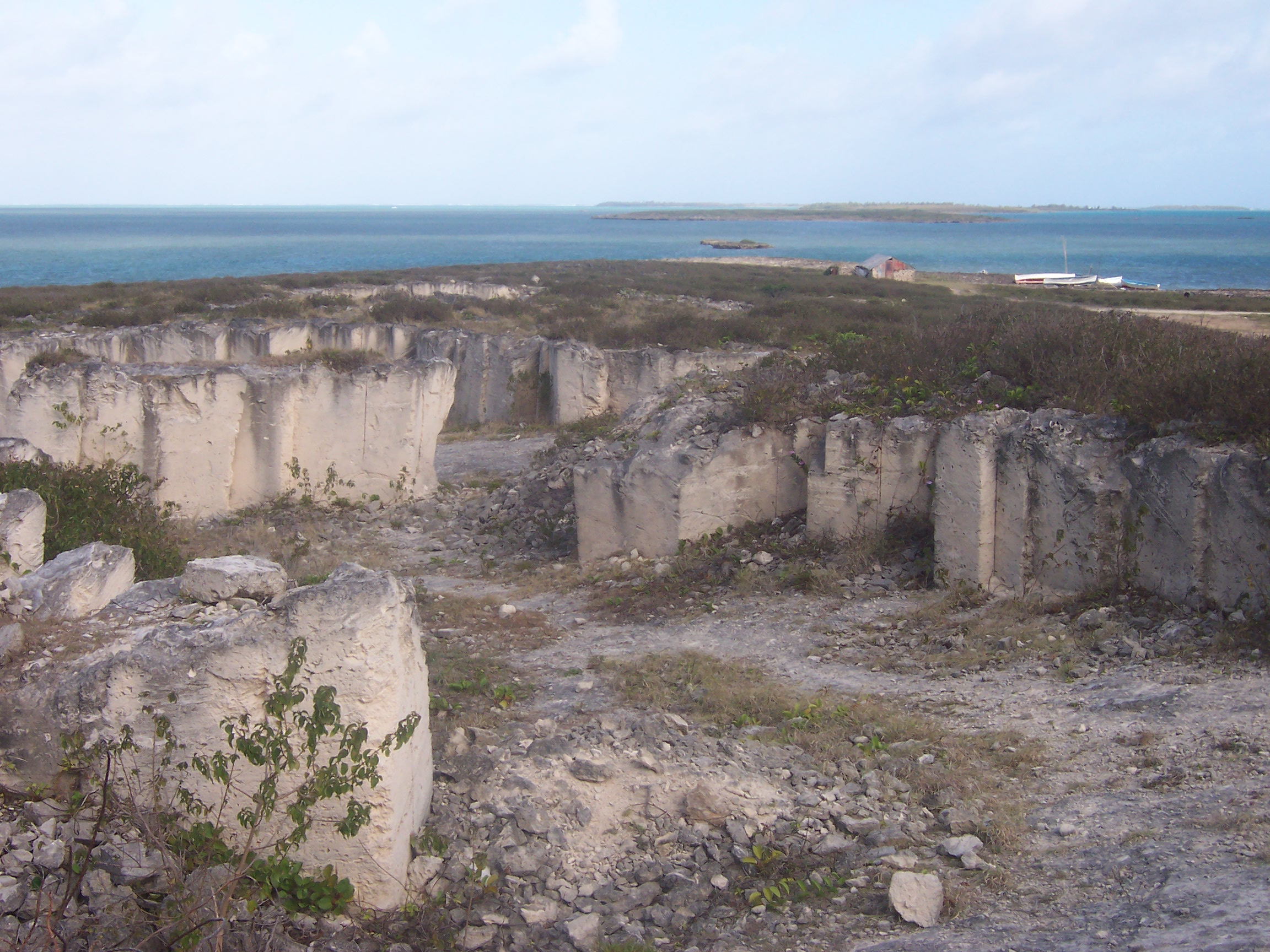
Cantera de calcarenita (impropiamente denominada cantera de coral) en la isla Rodrigues

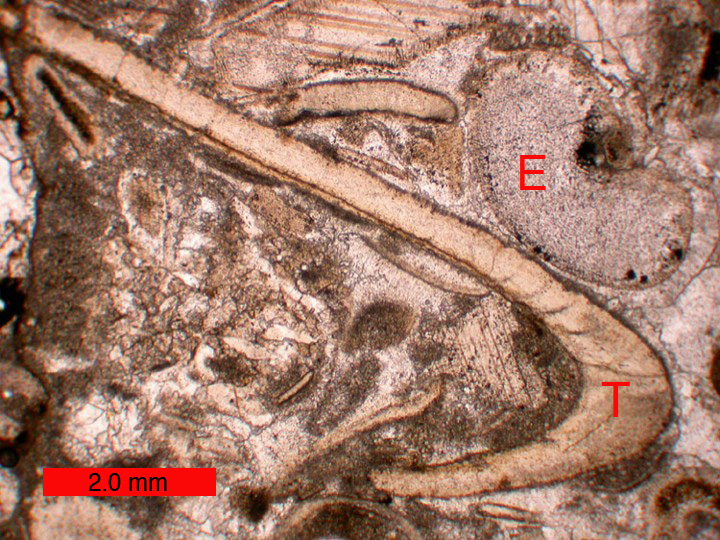
Micrografía de una lámina delgada de una calcarenita, compuesta principalmente por fragmentos de fósiles.

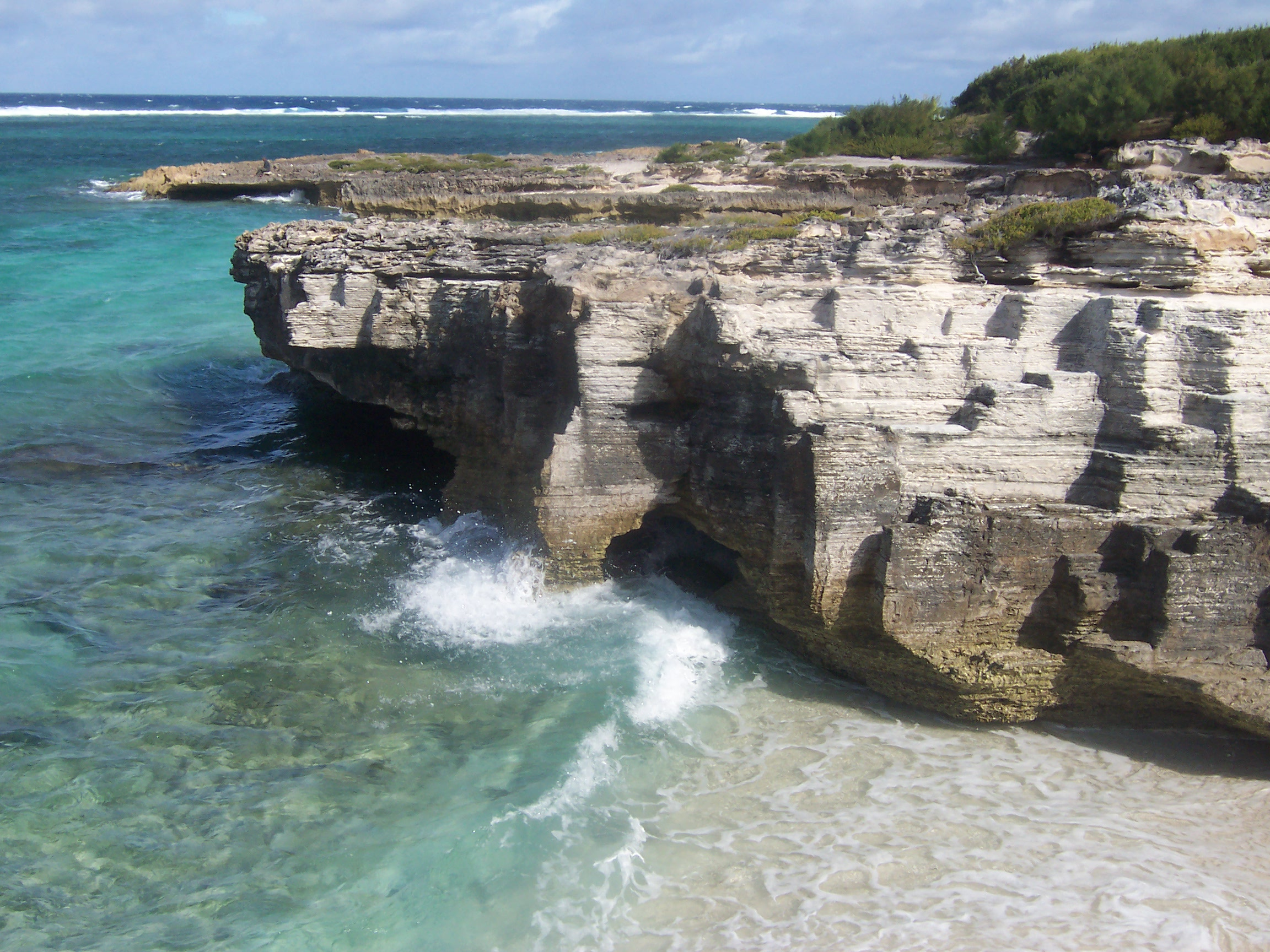
Bancos de calcarenitas erosionados por la fuerza del mar en el litoral de la isla Rodrigues

Las calcarenitas son rocas sedimentarias detríticas carbonáticas, formadas por la consolidación de arenas calcáreas. Son equivalentes a las areniscas, cuyos componentes detríticos son terrígenos. El tamaño de los clastos mayoritarios debe estar entre 0,063 y 2 mm (si son menores sería una calcilutita, si mayores, calcirrudita).
Este tipo de rocas se forma principalmente en las zonas litorales de las regiones tropicales en las formaciones dunares o barras costeras, constituidas por las arenas de erosión de los arrecifes coralinos.

## Denominaciones locales
- En la comarca de Los Alcores (Sevilla) existen diferentes canteras de las que se extrae un tipo especial de calcarenita que se llama albero. Una vez triturada se emplea para el ruedo de las plazas de toros.
- En la zona de Populonia, en Italia, su nombre local panchina designa la roca utilizada por los etruscos de la costa de Piombino para construir sus edificios, en particular sus tumbas.

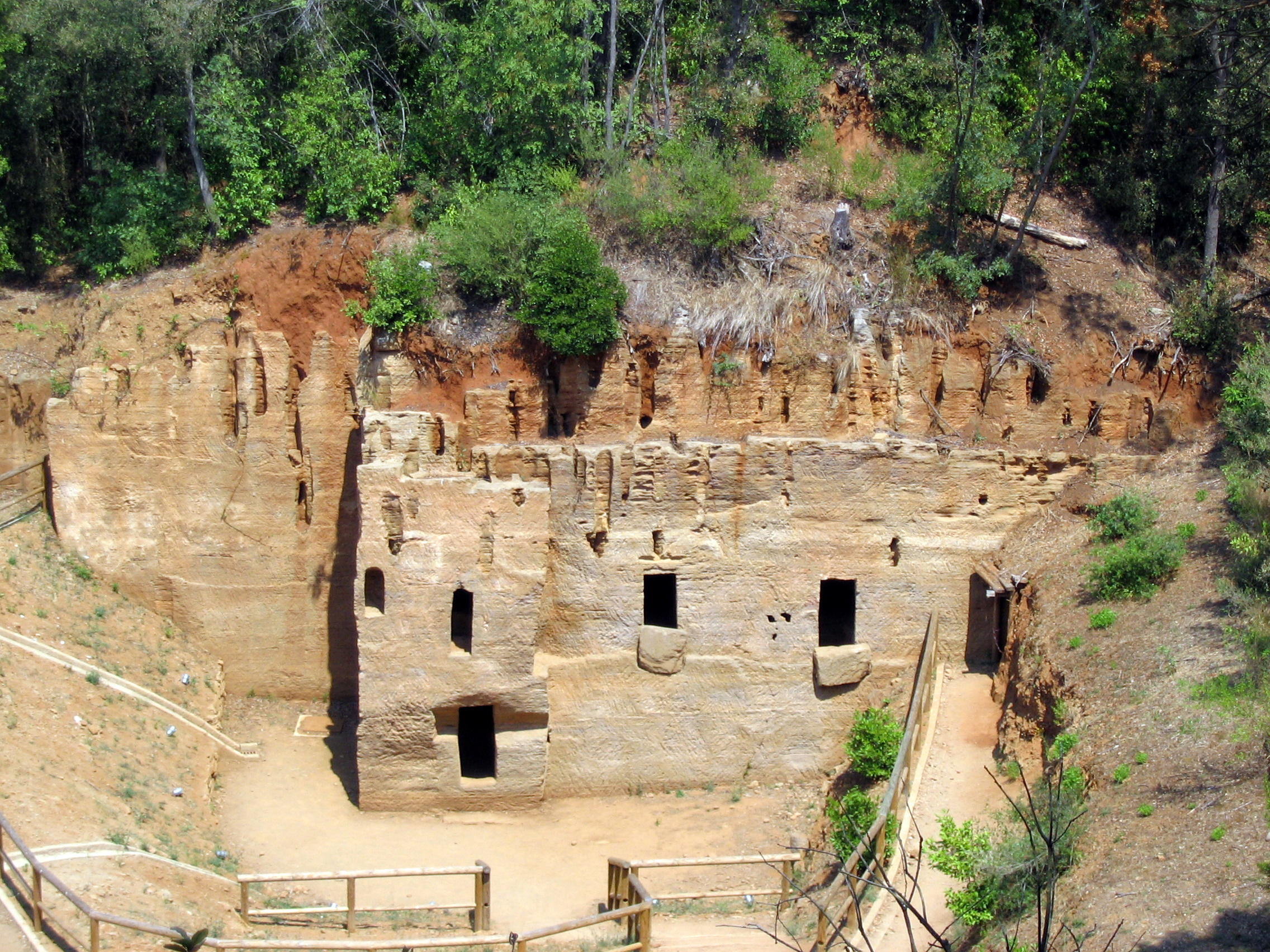
Cantera etrusca de panchina transformada en necrópolis de tumbas en cuevas.